# قاعدة أبو الظهور الجوية العسكرية
قاعدة أبو الظهور الجوية العسكرية هي قاعدة جوية رئيسية تابعة للقوات الجوية العربية السورية. وتقع القاعدة الجوية على بعد حوالي 5 كيلومترا إلى الشرق من أبو الظهور، في محافظة إدلب. وبعد إحاطة القاعدة الجوية لمدة عامين، وقتل ما لا يقل عن 56 جنديا حكوميا بهجوم في الصباح الباكر، سيطرت جبهة النصرة على القاعدة الجوية في سبتمبر 2015. وتم الاستيلاء على القاعدة الجوية بعشرات الطائرات المقاتلة وقاذفات الصواريخ.